# Crossopetalum decussatum
Crossopetalum decussatum är en benvedsväxtart som först beskrevs av Henri Ernest Baillon, och fick sitt nu gällande namn av Alicia Lourteig. Crossopetalum decussatum ingår i släktet Crossopetalum och familjen Celastraceae. Inga underarter finns listade.